# James Peiris
Pour les articles homonymes, voir Peiris.
Sir James Peiris (20 décembre 1856 - 5 mai 1930) est un homme d'État srilankais, figure proéminente du mouvement indépendantiste srilankais (en). Il est élu premier vice-président du Conseil législatif de Ceylan et le premier indigène à occuper le poste de gouverneur du Ceylan britannique par intérim,,.

## Biographie

### Premières années
Fils de T. Martinus Peiris et d'Apolonia de Soysa, Peiris nait dans une famille aisée traditionnelle et propriétaire d'embarcations,. Cependant, la mort de son père entraîne la famille dans la pauvreté une quinzaine d'années plus tard,,,. Peiris étudie à la Colombo Academy (maintenant Royal College (en)) et excelle dans ses études au point de remporter le Turnour Prize et le Shakespeare Prize. En 1877, il remporte le English University Scholarship lui permettant d'accéder au St John's College de l'université de Cambridge. À Cambridge, il est un des rares à arriver premier dans deux disciplines, soit en Law Tripos et en Moral Sciences Tripos. Il est également le premier non-européen élu président de la Cambridge Union. Nommé au barreau de Lincoln's Inn, il devient ensuite barrister. Il refuse ensuite de se joindre au Ceylon Civil Service (en) et commence une carrière d'avocat. En 1902, il accepte d'occuper de façon temporaire la fonction de juge du district de Galle. En tant qu'avocat, il joue un rôle de pionnier dans l'évolution des réformes constitutionnelles.

### Carrière politique
En 1892, en tant que président de la Ceylon National Association, organisme fondé par Charles Henry de Soysa, Peiris mène une campagne pour abolir la paddy tax sur le grain. Son action lui permet d'acquérir une reconnaissance par le Cobden Club (en),. L'entrée de Peiris en politique se fait en tant que conseiller au conseil municipal de Colombo de 1898 à 1908 pour le district de Slave Island et servant au conseil comme responsable des Travaux publics. Bien que timoré à ses débuts, Peiris initie des réformes constitutionnelles comme l'abolition du système de représentation raciale et l'introduction du principe électif contre le principe de nomination,,.
En 1915, Peiris mène une campagne pour l'établissement d'une commission royale d'enquête afin d'innocenter les personnes faussement accusées lors des émeutes cinghalaises-musulmanes de 1915 (en). Peiris est alors le président du comité qui protestait contre la gestion du gouverneur britannique et contre le traitement qu'il considérait comme injuste et discriminatoire envers les dirigeants cinghalais. En tant que chrétien et malgré les manipulations des Britanniques lui offrant des avantages, il les refuse et s'en tient à ses principes. Observant avec horreur la gestion du gouverneur, il rédige un texte à l'attention du roi et du gouvernement britannique et le transmet au Royaume-Uni dans la semelle d'une chaussure de E. W. Perera. Par la suite, le gouverneur Robert Chalmers est limogé.
En 1920, Peiris est élu président du Ceylon National Congress (en) avec le soutien de D. S. Senanayake et F. R. Senanayake (en),. Le développement du Congrès était un effort d'abnégation[pas clair] de Peiris qui de devenir le lobby le plus puissant de Ceylan, poursuivant la lutte pour une plus grande représentation de la population locale dans la bureaucratie gouvernementale et le système judiciaire. L'association mène aussi une campagne pour l'abolition de la capitation,.
Accédant à un poste au Conseil législatif de Ceylan, malgré deux tentatives infructueuses, Peiris y accède simultanément avec son beau-frère Henry De Mel (en). En 1922, Peiris s'oppose à un projet de loi visant à augmenter les impôts et mène à un débrayage du conseil législatif,.
En 1924, le conseil législatif est reconstitué avec une majorité de membres élus. Peiris est élu vice-président et conserve le poste jusqu'à son décès en 1930. Bien que le poste de président soit détenu par le gouverneur, Peiris présidait le conseil et agissait comme tel. En 1925, Peiris est fait chevalier et premier ceylanais occupant le poste de gouverneur par intérim,.
Peiris est le premier à proposer la création de l'Ceylon University College (en). À la suite de la création du collège qui deviendra l'université de Ceylon (en), Peiris occupe alors un siège au conseil du nouveau collège.

## Famille
En 1889, Peiris marie Grace de Mel, fille ainée de Jacob De Mel (en) (1839-1919) et de Donal Helena (1850-1906),. Le couple a deux fils et deux filles,,,,. Ses neveux sont Harold Peiris (en), le portraitiste Harry Pieris (en) et l'évêque anglican Lakdasa De Mel (en).

## Héritage
Considéré comme un des pères des réformes constitutionnelles, le dévoilement du portrait de Peiris au parlement fait dire au premier ministre de l'époque, Solomon Bandaranaike, que Peiris était « Comme Moïse, James Peiris a amené son peuple en vue de la terre promise, mais n'a pas vécu pour voir son accomplissement »,,.